# Opuntia vaseyi
Opuntia vaseyi là một loài thực vật có hoa trong họ Cactaceae. Loài này được (J.M. Coult.) Britton & Rose (pro sp.) mô tả khoa học đầu tiên năm 1908.